# النوبه السفلى (إب)

تعديل مصدري - تعديل

النوبة السفلى محلة تابعة لقرية الصباحي، التابعة لعزلة البحريين بمديرية إب إحدى مديريات محافظة إب في الجمهورية اليمنية.، بلغ تعداد سكانها 25 حسب تعداد اليمن لعام 2004.